# Ourizona
Ourizona este un oraș în Paraná (PR), Brazilia.